# Simfonia núm. 4 (Aho)
La Simfonia núm. 4 del compositor finlandès Kalevi Aho, és una simfonia en tres moviments composta en gran part a Berlín durant l'any 1972, un any després d'acabar els seus estudis de composició, i acabada al seu retorn a Finlàndia a partir del mes de març de 1973. Es va estrenar a Hèlsinki el 12 de març de 1974 per l'Orquestra Simfònica de la Ràdio Finlandesa dirigida per Okko Kamu. Aquesta monumental Quarta Simfonia és una obra fonamental en el catàleg de Kalevi Aho.

## Moviments
Amb una durada de 45 minuts, conté els següents moviments:
- I Adagio
- II Allegro – Presto – Tempo di valse
- III Lento – Vivace (molto rubato) – Tempo di fanfare – Lento

## Origen i context
La Quarta Simfonia és una obra clau del període inicial d'Aho com a compositor. Va començar a escriure-la l'any 1972 a Berlín, on continuava els seus estudis de composició gràcies a una beca DAAD, després d’haver-se graduat a l'Acadèmia Sibelius l’any anterior. La va concloure el març de 1973, ja de tornada a Finlàndia, a Perniö.

## Música
La Simfonia núm. 4 es basa en un material musical molt integrat i concentrat. Tot el treball gira al voltant d'un tema presentat com a fuga al començament del primer moviment, que reapareix sota diverses formes al llarg de la simfonia. Aquesta transformació del tema suggereix un programa ocult, evocant un drama psicològic abstracte que condueix tant a la destrucció com a la llibertat.
El primer moviment, Adagio, de caràcter ampli, actua com una extensa introducció. Comença amb un to malenconiós, però evoluciona cap a contrastos cada vegada més marcats, amb una latent sensació de tragèdia. Després d’un bell passatge per als violoncels, la tensió emergeix breument amb els motius dissonants i en forma de fanfàrria de les trompetes. Tot i el gran clímax, la tragèdia no es resol, sinó que continua latent sota la superfície. Com si brasers ocults cremessin sota la superfície d’aquest moviment, però només es fessin visibles per instants.
El segon moviment, Presto, comença amb una atmosfera ingràvida i vaporosa, en clar contrast amb la malenconia del primer moviment. Però evoluciona cap a la destrucció. Un fugato inicial àgil dona pas a una marxa dissonant i cromàtica que es propaga per tota l’orquestra, generant una sensació d’opressió i amenaça. Desemboca en un caos dominat per ritmes violents de percussió. El moviment acaba amb el tema principal de la simfonia transformat en un vals distorsionat, pessimista, irregular i irreal.
El tercer moviment, Lento, al començament, evoca la delicada i pausada introducció del primer moviment. Sorgeix d’un paisatge interior buit i desolat, però les figuracions virtuoses dels vents, semblants al cant dels ocells, alliberen la música de la seva tensió. Les trompetes llancen fanfares. L’atmosfera adquireix un caràcter de conte de fades, culminant en una llarga melodia cantabile de les cordes que aporta una catarsi final, ascendint fins a altures vertiginoses. La simfonia conclou amb el tema principal, aquesta vegada en els registres més greus, baixos i tubes, en una llum irreal.